# Saxicolestes corsicanus
Saxicolestes corsicanus är en kvalsterart som beskrevs av Grandjean 1956. Saxicolestes corsicanus ingår i släktet Saxicolestes och familjen Zetorchestidae. Inga underarter finns listade i Catalogue of Life.